# Fēlikss Ķiģelis
Fēlikss Ķiģelis, né le 25 février 1976 à Liepāja, est le leader d’une formation phare du rock letton.

## Biographie
Originaire de Liepāja, il commence la musique là-bas. À l’âge de 16 ans, il fonde le groupe « Katapults » qui lui permettra de s’asseoir une place de leader et l’entrainer à l’écriture de chansons afin de suivre la voie de son père Ēriks.
Fort de sa popularité dans sa ville natale, il participe à l’écriture des textes de deux groupes : Tumsa dont il est encore très proche et Melna Princese dont il devient le leader. En 2002, après deux albums à succès en compagnie de M.Princess il décide d’entamer une carrière solo dont le premier album Rudens vēju muzikants (le musicien des vents d’automne) est composé de reprise de son père, décédé dans un accident de voiture.
Son premier réel album est Rīts lēni nāk (le jour arrive doucement) qui sera suivi de Vējā (dans le vent), Lietus sašuj (la pluie tombe), Pulksteņu ezers (le lac aux horloges) et enfin Samts.
Sa popularité ne se limite plus seulement aux frontières de la Lettonie, ni même des états baltiques mais jusqu’en Slovénie.
Il compose et écrit toujours des chansons pour d’autres dont l’hymne du Liepājas Metalurgs, l’équipe de hockey de sa ville.